# 比安卡·勒佐尔
比安卡·勒佐尔（羅馬尼亞語：Bianca Răzor，1994年8月8日—），罗马尼亚女子田径运动员，2010年夏季青年奥林匹克运动会女子400米银牌得主和女子混合距离接力铜牌得主、2016年世界室内田径锦标赛女子4×400米接力铜牌得主。